# Hallelujah (песня Гали Атари и Milk and Honey)
«Hallelujah» (ивр. הללויה‎) — песня, победившая на Евровидении 1979 года, исполняемая на иврите Гали Атари и группой Milk & Honey от Израиля.

## История
Группа была создана с целью выступления на конкурсе, так как оригинальные исполнители песни группа Hakol Over Habibi (девушка — главная вокалистка и трое мужчин на бэк-вокале) отказалась от возможности исполнить её.
Это был четвёртый случай в истории, когда принимающая страна выиграла конкурс (до этого такого же успеха добивались Швейцария, Испания и Люксембург) и до сегодняшнего дня будет ещё два подобных случая (Ирландия выиграет один раз в Millstreet и ещё раз в Дублине). Израиль не мог ни принимать у себя следующий конкурс, ни участвовать в нём, потому что он выпадал на Йом Ха-Зикарон — День памяти. Участники конкурса столкнулись бы с мрачным тоном в Израиле в этот день, так как в эту дату звучит двухминутная сирена памяти, и много людей посещают военные и гражданские кладбища.
Песня считается классикой конкурса, что в немалой степени соответствует её исполнению, когда Атари и её бэк-вокалисты появляются на сцене друг за другом, а не все вместе. Эта песня также исполнялась в конце конкурса Евровидение-1999 всеми конкурсантами в память о жертвах войны на Балканах. Песня также стала чем-то вроде некоего современного еврейского стандарта, её мелодия узнаётся многими североамериканцами, даже теми, кто никогда не слышал о Евровидении.
На самом конкурсе песня была десятым номером вечера после выступления немецкой группы Dschinghis Khan с их песней «Dschinghis Khan» и перед выступлением француженки Анна-Мария Давид с «Je suis l'enfant soleil». По завершении голосования песня набрала 125 баллов, заняв таким образом первое место из 19. Согласно писателю и историку John Kennedy O’Connor в его книге The Eurovision Song Contest — The Official History, в то время как Испания лидировала в предпоследнем раунде голосования, впервые песня вырвалась из списка и заняла первое место. Иронично то, что именно испанское жюри отдало победу Израилю.
Следующей песней победителем в конкурсе 1980 года стала композиция Джонни Логана «What's Another Year», выступавшего за Республику Ирландия.
Израиль не принял участие в конкурсе Евровидение-1980, которое должно было бы пройти в самом Израиле. Вместо этого конкурс был проведен в Гааге, Нидерланды. Израиль вернулся на конкурс в 1981 году, когда от этой страны выступал Hakol Over Habibi с песней «Halayla».

## Позиции в чартах
| Чарт (1979)    | Пиковая позиция |
| -------------- | --------------- |
| Финляндия      | 1               |
| Ирландия       | 1               |
| Израиль        | 1               |
| Норвегия       | 1               |
| Швеция         | 1               |
| Швейцария      | 2               |
| Бельгия        | 4               |
| Великобритания | 5               |
| Нидерланды     | 6               |
| Германия       | 11              |
| Австрия        | 15              |
| Испания        | 22              |

## Кавер версии
Дуэт, состоящий из супругов Стив Лоуренс и Эйди Горме выпустили кавер на песню в начале 1979 года на лейбле Warner Brothers Records. Песня стала хитом в чарте в жанре adult contemporary, а дуэт также исполнял её на ТВ шоу The Tonight Show Starring Johnny Carson. Они также записали живую версию, которая была выпущена на Applause Records в 1982 году.
В 1987 году песня Коби Ошрата была перепета Марикой Гомбитовой, Карелом Готтом и Йозефом Лауфером, и записана под названием Hrajme píseň (англ. Let's Play a Song) в Чехословакии. В качестве трио (включая отрывок, исполняемый соло чешской актрисой Верой Галатиковой), песня была представлена 1 ноября 1987 года и, с изменённым текстом Zdeněk Borovec во время записанного телешоу Abeceda: G+L созданным на чешском телевидении.